# Eurya castaneifolia
Eurya castaneifolia là một loài thực vật có hoa trong họ Pentaphylacaceae. Loài này được Vesque mô tả khoa học đầu tiên năm 1895.